# 澤村田之助 (3代目)

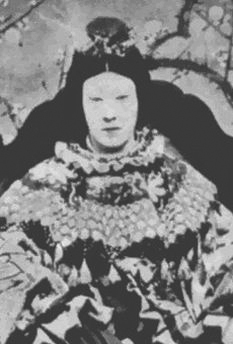
三代目沢村田之助の芸者古今、明治五年正月京都南座上演『国性爺姿写真鏡』

三代目 澤村 田之助（さんだいめ さわむら たのすけ、新字体：沢村、弘化2年2月8日〈西暦1845年3月15日〉 - 明治11年〈1878年〉7月7日）は、幕末から明治にかけて活躍した歌舞伎役者。屋号は紀伊國屋。定紋は釻菊（かんぎく）、替紋は波に千鳥。俳名に曙山。美貌の女形として人気を博したが、後年には脱疽により四肢を切断してなお舞台に立ちつづけた、悲劇の名優としても知られる。

## 来歴
弘化2年(1845年)3月15日、五代目澤村宗十郎の次男として生まれる。兄は 四代目助高屋高助。嘉永2年(1849年)7月、中村座での仮名手本忠臣蔵の遠見の小浪役で初代澤村由次郎を名乗り初舞台を踏む。嘉永6(1853年)年、9歳の時に父宗十郎と死別し兄訥升と共に劇界の孤児となる。その直後に勤めた『都鳥廓白浪』（忍の惣太）の吉田松若が好評で、天才子役として四代目市川小團次に激賞された。
安政6年（1859年）1月 、中村座での伊賀越道中双六の幸兵衛娘お袖を勤めて三代目澤村田之助を襲名。翌年には16歳にして守田座の立女形となる。以後元治元年4月に『処女翫浮名横櫛』（切られお富）の切られお富、慶応元年3月に『月缺皿恋路宵闇』（紅皿欠皿）の欠皿などの二代目河竹新七（黙阿弥）の作品に数多く出演し、悪婆役を得意にする。美貌と美声、実力によって三都の人気を博したため、田之助髷、田之助襟、田之助下駄など、その名を冠した商品が出回るほどだった。
しかし『紅皿欠皿』の舞台において宙乗りの演技中に舞台へと落下する事故がありそのときの負傷から脱疽を患い、年を経るごとに悪化する。慶応3年（1867年）、ジェームス・カーティス・ヘボンの執刀により右足膝上まで切断し、以後アメリカから取り寄せた義足をつけて舞台をつとめるものの、病状は一進一退をくりかえす。最終的には「右脚は大股の付け根からありません。左脚は膝こぶしから下がありません。(中略)両手は左右とも親指を少々残しただけで、他の八本とも全部掌の付け根からありませんでした」という状態にまでなったが、舞台装置に工夫を施して役者として舞台に立ち続けた。
だが、明治4年に両手の指を切断した事で役者生活の続行を断念し明治5年（1872年） 1月、村山座(市村座)で『国性爺姿写真鏡』（通称：古今彦三）の芸者古今（『国性爺合戦』の錦祥女に相当）を演じて一度引退した。引退後、芝居茶屋の紀伊國屋を経営するも、明治6年（1873年）には澤村座を開場して舞台に復帰した。しかし澤村座は興業的にはめぐまれず、上方や地方での出演が多くなり最後は病の悪化とともに精神にも変調をきたし、明治10年(1877年)2月の南座の舞台を最後に役者を廃業し翌年の明治11年（1878年）7月に浅草富士横丁の自宅で33歳で死去した。一説には白粉の鉛毒に侵されたともいわれている。

## 人物
容貌、技芸、人気ともに当時の女形としては第一人者であり、その実力は、長命さえすれば九代目市川團十郎や五代目尾上菊五郎を上回る大立者になっていたであろうと言われた。しかし、自分勝手で喧嘩早いと言われた性格もあり、周囲の役者との衝突も多く、九代目市川團十郎とは終生不仲であった他、慶応元年に上京してきた五代目大谷友右衛門が自分を差し置いて立女形の役を勤めた事に反発して鎌倉三代記で共演した際に友右衛門を舞台上で熱湯を呑ませて
辱めて友右衛門を激怒させた事や明治8年に大阪、中座で中村宗十郎と共演した際にも、彼が紀伊国屋の名跡である「宗十郎」を名乗っている事に腹を立てて顔合わせした際に
「私は手も足もなくなり情けない体で恥をさらしに大阪迄来て、お前さんと芝居をすることになりました。然し手足があったらお前さんなど相手にしない。アゝ、田之助も下がったものだ」
と宗十郎を挑発し宗十郎は怒りの余り舞台を降板してしまい翌年彼が一時廃業する一因を作る等、終生トラブルが絶えない役者でもあった。一方で世話物を得意とした事から五代目尾上菊五郎との関係は良好で菊五郎の実弟である初代坂東家橘も相手役に起用して度々共演するなど必ずしも全ての役者と衝突していた訳でなかった。また劇界の孤児から実力でのし上がってきた生い立ちからか若き日の十四代目長谷川勘兵衛が足の無い自分の為に舞台装置を工夫してくれた事に対しては素直に感謝を述べてその腕前を激賞するなど才能のある人間はその実力を認めるなど二面性の激しい人物でもあった。彼の芸は縁戚の四代目澤村源之助を経て、六代目河原崎國太郎、九代目澤村宗十郎に継承された。

## 三代目澤村田之助を扱った作品

### 映画
- 『田之助紅』（十代目嵐雛助 主演、大映、1947年）

### 小説
- 『狂乱廿四孝』（北森鴻 著、角川文庫）
- 『江戸役者異聞』（山本昌代 著、河出文庫）
- 『花闇』（皆川博子 著、集英社文庫）
- 『三代目沢村田之助 ― 歌舞伎はともだち 3（夜想EX 3)』（ペヨトル工房 編、単行本）資料含む
- 『三世沢村田之助 小よし聞書』（南條範夫著、文春文庫）
- 『女形の歯』（杉本苑子著、集英社文庫、春日局に収録）

### 漫画
- 『新・栄光なき天才たち』森田信吾 著（集英社）第一巻
- 『JIN-仁-』村上もとか 著（集英社）　※作中に重要人物の一人として登場する。
- 『かぶき伊左』紗久楽さわ 著（KADOKAWA）　※田之助をモデルにした人物が登場する。
- 『MUJIN-無尽-』岡田屋鉄蔵著（少年画報社）

### ドラマ
- 『JIN-仁-』（TBS）吉沢悠が演じる。

### ラジオドラマ
- 『田之助変貌』（ニッポン放送) -1996年11月24日放送　（澤村藤十郎主演）